# Sunrise at Campobello (peça)
Sunrise at Campobello é uma peça de teatro estadunidense de 1958 escrita pelo dramaturgo Dore Schary baseada na luta do presidente Franklin Roosevelt contra a poliomielite. Apresentada pela primeira vez em 30 de janeiro de 1958, foi adaptada para o cinema no filme homônimo de 1960.
Venceu o Tony Award de melhor peça de teatro.